# Clathria lendenfeldi
Clathria lendenfeldi är en svampdjursart som beskrevs av Ridley och Arthur Dendy 1886. Clathria lendenfeldi ingår i släktet Clathria och familjen Microcionidae. Inga underarter finns listade i Catalogue of Life.